# Esophyllas
Esophyllas é um gênero de aranhas da família Linyphiidae descrito em 2012.